# Rock Symphonies
Rock Symphonies è un album del violinista tedesco David Garrett, pubblicato nel 2010 dall'etichetta Decca.
Il disco ha venduto un milione di copie e ha vinto due dischi di platino in Germania raggiungendo la prima posizione in Germania rimanendo in classifica 72 settimane, la terza in Austria, la quarta in Svizzera e dischi a Taiwan, in Austria, Messico e Svizzera ed è arrivato primo nella classifica Classical Albums

## Tracce
1. Smells Like Teen Spirit (Nirvana cover) 4:06
2. November Rain (Guns N' Roses cover) 3:59
3. The 5th (Ludwig van Beethoven) 3:33
4. Walk This Way feat. Orianthi (Aerosmith cover) 2:57
5. Live and Let Die (Paul McCartney & Wings cover) 3:25
6. Vivaldi vs. Vertigo (Antonio Vivaldi-U2 cover) 3:15
7. Master of Puppets (Metallica cover) 3:47
8. 80's Anthem 3:33
9. Toccata (Johann Sebastian Bach) 3:52
10. Asturias (Isaac Albéniz) 2:57
11. Kashmir (Led Zeppelin cover) 3:36
12. Rock Symphony 4:31
13. Peer Gynt (Edvard Grieg) 2:33
14. Mission Impossible (Lalo Schifrin) 3:16
15. Rocking All Over the World (Status Quo cover) 3:43

### Tracce Bonus CD Deluxe Version
1. En Aranjuez Con Tu Amor (Joaquín Rodrigo)
2. I'll Stand by You (The Pretenders cover)
3. Mahler #5 (Gustav Mahler)
4. Child's Anthem (Toto cover)

Bonus Video Content:
1. Rock Symphonies Trailer Part 1: Music
2. Rock Symphonies Trailer Part 2: The Concert
3. Smells Like Teen Spirit live from Electric Lady Studios
4. Walk This Way live from Electric Lady Studios

### Tracce DVD (solo Regno Unito)
1. Kashmir (Led Zeppelin cover)
2. Serenade (Franz Schubert)
3. Smells Like Teen Spirit (Nirvana cover)
4. Mission Impossible (Lalo Schifrin)
5. Walk this Way feat. Orianthi (Aerosmith cover)
6. Smooth Criminal (Michael Jackson cover)
7. I'll Stand by You (The Pretenders cover)
8. Peer Gynt (Edvard Grieg)
9. Asturias (Isaac Albéniz)
10. Child's Anthem (Toto cover)
11. Zorba’s Dance (Mikīs Theodōrakīs)
12. Hey Jude (Beatles cover)

## Formazione
- David Garrett - violino
- Marcus Wolf - chitarra nella 2,8,10,11,12,13,14
- Frannck Van Der Heijden - chitarra (tranne 4,8,12,13)
- Orianthi - chitarra nella 4
- John Haywood - pianoforte nella 2,8,9,9,12,15
- Jeff Allenn - basso
- Jeff Lipstein - batteria
- Orchestra Filarmonica della Città di Praga
- Arrangiamenti: David Garrett